# Falkehjerte
Falkehjerte er en film fra 1999 instrueret af Lars Hesselholdt efter manuskript af Pascal Lonhay og Lars Hesselholdt.

## Handling
Katja på 9 år bor i en forstad til København. Hun er lidt af en enspænder og interesserer sig for alt med fugle. Hun lytter til deres sang og følger deres liv fra sit "hemmelige træ" i skoven. Da hun en dag - langt ude i skoven - overraskes af et voldsomt uvejr, lykkes det hende at redde livet på en sjælden vandrefalkeunge, som er faldet ud af reden. De søger ly i en parkeret lastbil, som uheldigvis bringer dem til en fremmed sydlandsk havneby. Her vil den onde Don Fanucci have fingrene i falken, da han samler på udstoppede fugle.